# La Construction moderne
La Construction moderne est une revue française consacrée à l'architecture et à la construction. Fondée en 1885 par l'ingénieur Paul Planat, la revue a joué un rôle majeur dans la diffusion des tendances architecturales du XIXe et du début du XXe siècle. Après une interruption de publication entre août 1914 et janvier 1919, elle a continué à fournir un aperçu précieux des développements dans les domaines de l'architecture et de la construction. 

## Histoire
Fondée par le centralien Paul Planat (1839-1911), ancien collaborateur de César Daly à la Revue Générale de l'architecture et à la Semaine des constructeurs, La Construction moderne a été un support influent d'informations professionnelles, allant de l'éclectisme de l'architecture aux avancées techniques en matière de construction. La revue a également mis en lumière les concours de l'École des beaux-arts et a couvert la vie des sociétés d'architectes, en accordant une attention particulière à la reconstruction après la Première Guerre mondiale.
Au cours de son histoire, la revue a connu plusieurs évolutions. Après 1945, elle s'est concentrée sur le génie civil et les techniques constructives. Depuis 1975, elle est publiée par le Centre d'information de l'industrie cimentière (Cimbéton), sous le nom de Construction Moderne. Sa diffusion a évolué d'un hebdomadaire à une publication mensuelle, puis bimestrielle. 
La Construction moderne est actuellement tirée à 12 000 exemplaires et est disponible en version papier sur abonnement ou en version numérique téléchargeable sur infociments.fr.

## Organisation et impact
Dès sa création en 1885, une table des matières annuelle, appelée « table des matières générale », est apparue. Les tables annuelles de la revue avaient l'avantage de donner simultanément la référence des planches et du texte, un principe également repris par la table générale décennale des matières (1886-1895). Cette organisation a permis de rendre le contenu de la revue aisément accessible, facilitant ainsi la recherche systématique sur des sujets précis.
En matière de contenu, La Construction moderne s'est distinguée par son souci d'accentuer la qualité artistique des illustrations architecturales, sans négliger l'aspect technique. Contrairement à la gravure sur acier, la revue privilégiait l'utilisation de la photographie pour la reproduction de plans et de vues de bâtiments. L'impact de la photographie sur la presse architecturale de l'époque est visible dans la manière dont La Construction moderne a traité ses illustrations, en privilégiant les vues en perspective et en travaillant les effets de lumière.

## Influence et héritage
La Construction moderne a été un véritable porte-parole de la « vraie tradition française », selon les termes de Planat. À travers ses pages, elle a cherché à privilégier la clarté, la précision, l'esprit et la vie, et a évité le pédantisme et le prétentieux. La revue a également joué un rôle crucial en relayant les tendances architecturales de son temps, en rendant compte des concours de l'Ecole des beaux-arts, en rapportant la vie des sociétés d'architectes, et en consacrant une rubrique régulière à la reconstruction après les deux guerres mondiales.
Son influence perdure aujourd'hui sous le nom de Construction Moderne, où elle continue à relayer les références marquantes de la construction en béton. Tirée à 12 000 exemplaires et disponible en versions papier et numérique, elle continue de jouer un rôle clé dans la diffusion des tendances architecturales contemporaines.